# Oecleus decens
Oecleus decens är en insektsart som beskrevs av Stsl 1862. Oecleus decens ingår i släktet Oecleus och familjen kilstritar. Inga underarter finns listade i Catalogue of Life.